# Giải vô địch bóng đá nữ U-20 Nam Mỹ 2010
Giải vô địch bóng đá nữ U-20 Nam Mỹ 2010 diễn ra tại Colombia từ 3 tháng 3 tới 17 tháng 3 năm 2010.

## Vòng bảng
Hai đội đầu mỗi bảng lọt vào vòng đấu loại trực tiếp.
Giờ thi đấu là giờ địa phương (UTC-5).

### Bảng A
| Đội       | Tr | T | H | B | BT | BB | HS | Đ  |
| --------- | -- | - | - | - | -- | -- | -- | -- |
| Colombia  | 4  | 4 | 0 | 0 | 8  | 2  | +6 | 12 |
| Chile     | 4  | 3 | 0 | 1 | 6  | 2  | +4 | 9  |
| Ecuador   | 4  | 2 | 0 | 2 | 4  | 4  | 0  | 6  |
| Argentina | 4  | 1 | 0 | 3 | 2  | 4  | –2 | 3  |
| Bolivia   | 4  | 0 | 0 | 4 | 0  | 8  | –8 | 0  |

| Argentina | 0 – 1    | Chile |
| --------- | -------- | ----- |
|           | Chi tiết |       |

| Colombia | 3 – 1    | Ecuador |
| -------- | -------- | ------- |
|          | Chi tiết |         |

| Ecuador | 2 – 0    | Bolivia |
| ------- | -------- | ------- |
|         | Chi tiết |         |

| Colombia | 2 – 1    | Chile |
| -------- | -------- | ----- |
|          | Chi tiết |       |

| Chile | 1 – 0    | Ecuador |
| ----- | -------- | ------- |
|       | Chi tiết |         |

| Argentina | 2 – 0    | Bolivia |
| --------- | -------- | ------- |
|           | Chi tiết |         |

| Chile | 3 – 0    | Bolivia |
| ----- | -------- | ------- |
|       | Chi tiết |         |

| Colombia | 2 – 0    | Argentina |
| -------- | -------- | --------- |
|          | Chi tiết |           |

| Argentina | 0 – 1    | Ecuador |
| --------- | -------- | ------- |
|           | Chi tiết |         |

| Colombia | 1 – 0    | Bolivia |
| -------- | -------- | ------- |
|          | Chi tiết |         |

### Bảng B
| Đội       | Tr | T | H | B | BT | BB | HS  | Đ  |
| --------- | -- | - | - | - | -- | -- | --- | -- |
| Brasil    | 4  | 4 | 0 | 0 | 20 | 2  | +18 | 12 |
| Paraguay  | 4  | 3 | 0 | 1 | 13 | 3  | +10 | 9  |
| Venezuela | 4  | 2 | 0 | 2 | 6  | 8  | –2  | 6  |
| Uruguay   | 4  | 1 | 0 | 3 | 4  | 15 | –11 | 3  |
| Perú      | 4  | 0 | 0 | 4 | 1  | 16 | –15 | 0  |

| Uruguay | 3 – 1    | Perú |
| ------- | -------- | ---- |
|         | Chi tiết |      |

| Brasil | 4 – 1    | Venezuela |
| ------ | -------- | --------- |
|        | Chi tiết |           |

| Perú | 0 – 3    | Venezuela |
| ---- | -------- | --------- |
|      | Chi tiết |           |

| Uruguay | 0 – 5    | Paraguay |
| ------- | -------- | -------- |
|         | Chi tiết |          |

| Perú | 0 – 4    | Paraguay |
| ---- | -------- | -------- |
|      | Chi tiết |          |

| Brasil | 7 – 0    | Uruguay |
| ------ | -------- | ------- |
|        | Chi tiết |         |

| Paraguay | 3 – 0    | Venezuela |
| -------- | -------- | --------- |
|          | Chi tiết |           |

| Brasil | 6 – 0    | Perú |
| ------ | -------- | ---- |
|        | Chi tiết |      |

| Uruguay | 1 – 2    | Venezuela |
| ------- | -------- | --------- |
|         | Chi tiết |           |

| Brasil | 3 – 1    | Paraguay |
| ------ | -------- | -------- |
|        | Chi tiết |          |

## Vòng đấu loại trực tiếp
Đội thắng bán kết giành quyền dự Giải vô địch bóng đá nữ U-20 thế giới 2010.
|  | Bán kết    | Bán kết |               |   | Chung kết | Chung kết |
|  |            |         |               |   |           |           |
|  | 15 tháng 3 |         |               |   |           |           |
|  |            |         |               |   |           |           |
|  | Colombia   | 2       |               |   |           |           |
|  | Colombia   | 2       | 17 tháng 3    |   |           |           |
|  | Paraguay   | 1       |               |   |           |           |
|  | Paraguay   | 1       | Colombia      | 0 |           |           |
|  | 15 tháng 3 |         | Colombia      | 0 |           |           |
|  |            | Brasil  | 2             |   |           |           |
|  | Brasil     | Brasil  | 2             | 3 |           |           |
|  | Brasil     |         |               | 3 |           |           |
|  | Chile      | 1       |               |   |           |           |
|  | Chile      | 1       | Tranh hạng ba |   |           |           |
|  |            |         |               |   |           |           |
|  | 17 tháng 3 |         |               |   |           |           |
|  |            |         |               |   |           |           |
|  | Paraguay   | 6       |               |   |           |           |
|  | Paraguay   | 6       |               |   |           |           |
|  | Chile      | 0       |               |   |           |           |

### Bán kết
| Colombia | 2 – 1 | Paraguay |
| -------- | ----- | -------- |
|          |       |          |

| Brasil | 3 – 1 | Chile |
| ------ | ----- | ----- |
|        |       |       |

### Tranh hạng ba
| Paraguay | 6 – 0 | Chile |
| -------- | ----- | ----- |
|          |       |       |

### Chung kết
| Colombia | 0 – 2 | Brasil |
| -------- | ----- | ------ |
|          |       |        |

## Giải thưởng
Alanna Santana De Carvalho của Brasil giành giải thưởng Chiếc giày vàng với 7 bàn thắng.